# Danh sách thành viên SGO48
SGO48 là nhóm nhạc nữ thần tượng Việt Nam và là nhóm nhạc chị em quốc tế tại Việt Nam của AKB48. Nhóm bắt đầu hoạt động vào tháng 12 năm 2018 và tan rã vào tháng 12 năm 2021. Ban đầu nhóm có tất cả 29 thành viên, đến ngày 30 tháng 9 năm 2021 thì còn lại 19 thành viên, đều là người Việt và sinh sống tại Việt Nam. Trong đó, Kaycee là trưởng nhóm.

## Thành viên

### Thành viên hiện tại
Danh sách thành viên kể từ ngày 30 tháng 9, 2021:

#### Thế hệ thứ nhất
| Nghệ danh   | Nghệ danh      | Tên khai sinh           | Tên khai sinh                      | Ngày sinh (tuổi)  | Nguyên quán           | Quốc tịch | Ghi chú     |
| Tiếng Việt  | Katakana       | Tiếng Việt              | Katakana                           | Ngày sinh (tuổi)  | Nguyên quán           | Quốc tịch | Ghi chú     |
| Ánh Sáng    | アン・サーン   | Nguyễn Lê Ngọc Ánh Sáng | グエン・レ・ゴック・アン・サーン   | 13 tháng 1, 2006  | Thành phố Hồ Chí Minh | Việt Nam  |             |
| Anna        | アンナ         | Trần Cát Tường          | チャン・カット・トゥオン           | 24 tháng 9, 2000  | Bình Dương            | Việt Nam  |             |
| Ashley      | アッシュリー   | Trần Lý Minh Thư        | チャン・リー・ミン・トゥー         | 23 tháng 5, 2000  | Thành phố Hồ Chí Minh | Việt Nam  |             |
| DONA        | ドナ           | Nguyễn Thị Nhi          | グエン・ティ・ニー                 | 18 tháng 8, 2000  | Đắk Lắk               | Việt Nam  |             |
| Hikari      | ヒカリ         | Châu Ngọc Đoan Thảo     | チャウ・ゴック・ドアン・タオ       | 11 tháng 7, 1998  | Thành phố Hồ Chí Minh | Việt Nam  |             |
| Janie       | ジャニエ       | Nguyễn Trương Tường Vy  | グエン・チュオン・トゥオン・ヴィー | 3 tháng 1, 2002   | Thành phố Hồ Chí Minh | Việt Nam  |             |
| Kaycee      | ケー・シー     | Võ Phan Kim Khánh       | ヴォ・ファン・キム・カイン         | 18 tháng 10, 1997 | Vĩnh Long             | Việt Nam  | Trưởng nhóm |
| Linh Mai    | リン・マイ     | Vương Mai Linh          | ヴオン・マイ・リン                 | 1 tháng 5, 1997   | Nghệ An               | Việt Nam  |             |
| Mẫn Nghi    | マン・ギー     | Lê Mẫn Nghi             | レ・マン・ギー                     | 25 tháng 11, 2005 | An Giang              | Việt Nam  |             |
| Mochi       | モチ           | Nguyễn Thanh Hoàng My   | グエン・タイン・ホアン・ミー       | 9 tháng 5, 2004   | Lâm Đồng              | Việt Nam  |             |
| Mon         | モン           | Huỳnh Ngô Kim Châu      | フイン・ゴー・キム・チャウ         | 2 tháng 2, 2001   | Thành phố Hồ Chí Minh | Việt Nam  |             |
| Ni Ni       | ニー・ニー     | Ngô Thị Cẩm Nhi         | ゴー・ティー・カム・ニー           | 12 tháng 8, 2000  | Hậu Giang             | Việt Nam  |             |
| Sunny       | サニー         | Lê Sunny                | レ・サニー                         | 30 tháng 10, 2003 | Thành phố Hồ Chí Minh | Việt Nam  |             |
| Tammy       | タミー         | Nguyễn Thị Minh Thư     | グエン・ティー・ミン・トゥー       | 12 tháng 11, 2003 | Đồng Nai              | Việt Nam  |             |
| Thu Nga     | トゥー・ガー   | Lê Thị Thu Nga          | レ・ティー・トゥー・ガー           | 25 tháng 12, 2003 | Thành phố Hồ Chí Minh | Việt Nam  |             |
| Tiên Linh   | ティエン・リン | Lê Phạm Thủy Tiên       | レ・ファン・トゥイ・ティエン       | 24 tháng 4, 1998  | Bình Thuận            | Việt Nam  |             |
| Trúc Phạm   | ツック・ファム | Phạm Lâm Ánh Trúc       | ファム・ラム・アン・ツック         | 4 tháng 9, 1997   | Thành phố Hồ Chí Minh | Việt Nam  |             |
| Trùng Dương | ツーン・ヅオン | Nguyễn Hồ Trùng Dương   | グエン・ホー・ツーン・ヅオン       | 3 tháng 12, 1999  | Bình Dương            | Việt Nam  |             |
| Xuân Ca     | スアン・カー   | Võ Ngọc Xuân Ca         | ヴォー・ゴック・スアン・カー       | 20 tháng 9, 2001  | Bình Thuận            | Việt Nam  |             |

#### Thế hệ thứ hai
Nhận hồ sơ tuyển từ ngày 20 tháng 12, 2020 đến ngày 14 tháng 3, 2021.
| Nghệ danh                        | Nghệ danh | Tên khai sinh | Tên khai sinh | Ngày sinh (tuổi) | Nguyên quán | Quốc tịch | Ghi chú |
| Tiếng Việt                       | Katakana  | Tiếng Việt    | Katakana      | Ngày sinh (tuổi) | Nguyên quán | Quốc tịch | Ghi chú |
| Đã dừng tuyển sinh vào 5/12/2021 |           |               |               |                  |             |           |         |

### Cựu thành viên
| Nghệ danh  | Nghệ danh        | Tên khai sinh         | Tên khai sinh                  | Ngày sinh (tuổi)           | Nguyên quán           | Quốc tịch  | Thế hệ | Ngày              | Ghi chú                                               |
| Tiếng Việt | Katakana / Kanji | Tiếng Việt            | Katakana / Kanji               | Ngày sinh (tuổi)           | Nguyên quán           | Quốc tịch  | Thế hệ | Ngày              | Ghi chú                                               |
| BunnyV     | バニーヴィ       | Trần Nguyễn Phương Vy | チャン・グエン・フオン・ヴィー | 28 tháng 6, 1997           | Thành phố Hồ Chí Minh | Việt Nam   | 1      | 18 tháng 12, 2018 | Rời nhóm trước khi ra mắt chính thức vì lý do cá nhân |
| Yuumi      | ゆうみ (優実)    | Koseki Yumi           | こせき ゆうみ (小関優実)       | 30 tháng 8, 2004 (17 tuổi) | Nhật Bản              | Nhật Bản   | 1      | 31 tháng 5, 2019  | Tốt nghiệp SGO48 để theo đuổi việc học                |
| Gia Nghi   | ジャ・ギー       | Thái Gia Nghi         | タイ・ジャ・ギー               | 6 tháng 12, 2004 (17 tuổi) | Thành phố Hồ Chí Minh | Việt Nam   | 1      | 7 tháng 12, 2019  | Tốt nghiệp SGO48 để theo đuổi việc học                |
| Sachi      | サチ             | Nguyễn Quế Minh Hân   | グエン・クエ・ミン・ハン       | 25 tháng 6, 2003           | Thành phố Hồ Chí Minh | Việt Nam   | 1      | 26 tháng 5, 2020  | Rời nhóm do vi phạm nội quy của nhóm                  |
| Celia      | セリア           | Nguyễn Thị Thúy Nga   | グエン・ティー・トゥイ・ガー   | 25 tháng 8, 2002           | Thành phố Hồ Chí Minh | Việt Nam   | 1      | 12 tháng 7, 2020  | Tốt nghiệp SGO48 để theo đuổi việc học                |
| Elena      | エレナ           | Nguyễn Lê Thùy Ngọc   | グエン・レ・トゥイ・ゴック     | 22 tháng 2, 1999           | Đồng Nai              | Việt Nam   | 1      | 12 tháng 7, 2020  | Tốt nghiệp SGO48 vì lý do sức khỏe                    |
| Minxy      | ミンシー         | Đặng Thị Huỳnh Như    | ダン・ティー・フィン・ヌー     | 19 tháng 6, 1998           | Tây Ninh              | Việt Nam   | 1      | 11 tháng 4, 2021  | Tốt nghiệp SGO48 vì lý do cá nhân                     |
| Như Thảo   | ヌー・タオ       | Lê Nguyễn Như Thảo    | レ・グエン・ヌー・タオ         | 15 tháng 5, 2000           | Cần Thơ               | Việt Nam   | 1      | 11 tháng 4, 2021  | Tốt nghiệp SGO48 vì lý do cá nhân                     |
| Phụng Nhi  | フウン・ニー     | Lê Nguyễn Phụng Nhi   | レ・グエン・フウン・ニー       | 23 tháng 10, 2004          | Long An               | Trung Quốc | 1      | 11 tháng 4, 2021  | Tốt nghiệp SGO48 vì lý do cá nhân                     |
| Phụng Nhi  | フウン・ニー     | Lê Nguyễn Phụng Nhi   | レ・グエン・フウン・ニー       | 23 tháng 10, 2004          | Long An               | Việt Nam   | 1      | 11 tháng 4, 2021  | Tốt nghiệp SGO48 vì lý do cá nhân                     |
| Lệ Trang   | レ・チャン       | Nguyễn Thị Lệ         | グエン・ティー・レー           | 13 tháng 10, 2001          | Bắc Ninh              | Việt Nam   | 1      | 30 tháng 9, 2021  | Tốt nghiệp SGO48 vì lý do cá nhân                     |